# Acide brassylique
L'acide brassylique est un acide gras dicarboxylique, possédant une fonction acide sur chacune de ses extrémités. C'est une molécule constituée de treize atomes de carbone reliés par des liaisons simples. À pression et température ambiante, il se présente sous la forme d'une poudre cristalline blanche.
Son point de fusion et sa structure cristalline ont été étudiés dès 1926.

## Synthèse
La première  synthèse de l'acide brassylique a été réalisée en 1901 par les chimistes Walker et Lumsden.

Une autre méthode de synthèse est proposée en août 1945 par L.K.J.Tong et W.O.Kenyon. Il s'agit de la synthèse par oxydation de l'acide érucique. Une proposition de préparation industrielle à partir d'huile végétale a été publiée en 1977.

On peut également obtenir l'acide brassylique par synthèse malonique du 1,9-dibromononane. 

## Utilisation
En parfumerie, l'acide brassylique est employé sous la forme de son ester avec l'éthylène glycol. Il est appelé "musk T" et possède une odeur assez douce.
 
L'acide brassylique peut être utilisé dans la fabrication de polymères ; en effet il permet de diminuer la densité de ces composés.

Il est aussi utilisé, avec d'autres acides dicarboxyliques, dans la conception de matériaux hybrides organique-organométallique.

De plus, on l'emploie, sous sa forme de diester, en mélange avec le PVC (maximum 30% en masse) afin de rendre ce dernier plus souple, donc moins cassant.